# Sedum-Gespinstmotte
Die Sedum-Gespinstmotte (Yponomeuta sedella) ist ein Schmetterling (Nachtfalter) aus der Familie der Gespinst- und Knospenmotten (Yponomeutidae).

## Merkmale
Die Falter erreichen eine Flügelspannweite von 16 bis 20 Millimetern und haben wie alle Arten der Gattung Yponomeuta weiße Flügel, auf denen viele kleine, schwarze Punkte verteilt sind. Kopf und Stirn der Falter sind fahlgrau, die Fühler und das Basisglied (Scapus) sind grau. Die Labialpalpen sind fahl grau und unterseits dunkler. Der Thorax ist fahlgrau und mit fünf schwarzen Flecken versehen. Die Schuppen am Flügelgelenk des Thorax (Tegulae) sind ebenfalls fahl grau und mit jeweils einem schwarzen Fleck gezeichnet. Die fahlgrauen Vorderflügel besitzen eine Zeichnung aus schwarzen Flecken, die in vier Reihen angeordnet sind. Die erste befindet sich in der Nähe der Costalader und besteht aus drei oder vier Punkten in der Basalhälfte des Flügels. Die zweite Reihe besteht aus drei bis sechs Punkten, die unterhalb der Subcostalader angeordnet sind. Die dritte Reihe verläuft entlang der Flügelfalte und besteht aus fünf bis acht Punkten. Die vierte Reihe besteht aus drei bis acht Punkten und verläuft unterhalb der Flügelfalte. Die Hinterflügel sind grau, die Beine und das Abdomen sind fahlgrau.
Die Raupen erreichen eine Länge von bis zu 18 Millimetern und haben eine hell blaugräuliche Grundfarbe, die vordersten und hintersten Glieder haben aber eine markante gelbe Färbung. Beidseits des Rückens befindet sich eine Längsreihe größerer schwarzer Flecken, an den Seiten finden sich weitere kleine schwarze Flecken. Der Kopf ist gelb.
Die Puppen sind braun, Kopf und Segment 10 sind dunkler. Der Kremaster ist mit sechs Borsten versehen, wobei das dorsale Paar dünner und nur halb so lang wie die anderen Borsten ist.

## Verbreitung
Die Sedum-Gespinstmotte wird in England und Wales nur lokal angetroffen, hier reicht das Verbreitungsgebiet bis Lincolnshire und Worcestershire im Norden. In Northumberland wurde die Art ebenfalls nachgewiesen. In Europa ist die Sedum-Gespinstmotte weit verbreitet, im Osten reicht das Siedlungsgebiet bis nach China und Japan.

## Lebensweise
Man findet die Sedum-Gespinstmotte in Wäldern und an den Rändern von Feldern. Die Raupen kann man von Juni bis Juli beobachten. Die jungen Raupen leben als Minierer, spätere Larvenstadien leben in Gruppen in einem leichten Gespinst auf den Futterpflanzen. Sie ernähren sich von Fetthennen (Sedum), weswegen sie auch ihren Namen haben. Zu den Nahrungspflanzen gehören Weiße Fetthenne (Sedum album), Große Fetthenne (Sedum telephium) sowie nahe verwandte Cultivare. Die Verpuppung findet entweder im gemeinschaftlichen Gespinst oder im Bodenstreu, in einem dünnen, aber undurchsichtigen Kokon statt, der zusätzlich mit einem zweiten Gespinst umhüllt ist.

## Flug- und Raupenzeiten
Die nachtaktiven Falter, die mit künstlichem Licht angelockt werden können, fliegen in zwei Generationen von April bis August, für England und Wales werden Flugzeiten von Juni bis Juli und von September bis Oktober angegeben.

## Taxonomie
- Phalaena viginti punctata Retzius, 1783[2] Nicht binärer Name, der in der angegebenen Online-Quelle falsch zitiert wird, vgl. Emmet 1996.[1]